# Дроздов, Сергей Михайлович
Сергей Михайлович Дроздов (род. 23 октября 1969 года) — казахстанский ватерполист и ватерпольный тренер.

## Карьера
Уроженец Алма-Аты. С 10 лет начал заниматься водным поло на Центральном плавательном бассейне у Иншакова А.А., а в 17 лет уже начал привлекаться в составе алма-атинского «Динамо». В 18 лет стал игроком основного состава. Играл на позиции подвижного нападающего. В 1990-93 годах делал паузу в карьере, вызванную состоянием здоровья.
Позже выступал за «Синтез» из Казани,  израильский «Хапоэль» ,  «Спартак-Волгоград».
Двукратный обладатель Кубка России (2004, 2007). Чемпион России (2009).
Трёхкратный чемпион Израиля. Трёхкратный обладатель Кубка Израиля.
В составе сборной Казахстана участвовал в Олимпиадах 2000 и 2004 годов. Трижды становился победителем Азиад (1994, 1998, 2002). Трёхкратный чемпион Азии (1995, 2001, 2003). Победитель Азиатских пляжных игр 2008 года.

## Тренерская работа
Уйдя из большого спорта, стал тренером. С 2008 по 2016 год — главный тренер сборной Казахстана.
Под его руководством сборная Казахстана выиграла две Азиады (2010, 2014), чемпионат Азии (2012), Азиатские пляжные игры 2010 года. На чемпионате Азии 2009 года казахстанцы стали вторыми, а на чемпионате Азии 2015 года - третьими. При Дроздове 
сборная Казахстана не пропустила ни одного чемпионата, хотя и показала довольно низкие результаты: 16 место (2009), 13 место (2011), 12 место (2013) и 11 место (2015). Также казахстанская сборная приняла участие в Олимпиаде 2012.